# The Sufferer & the Witness
The Sufferer & the Witness is het vierde studioalbum van de Amerikaanse punk band Rise Against.

## Nummers[1]
| 1.                 | Chamber the Cartridge | 3:35 |
| 2.                 | Injection             | 3:19 |
| 3.                 | Ready to Fall         | 3:47 |
| 4.                 | Bricks                | 1:30 |
| 5.                 | Under the Knife       | 2:45 |
| 6.                 | Prayer of the Refugee | 3:21 |
| 7.                 | Drones                | 3:01 |
| 8.                 | The Approaching Curve | 3:44 |
| 9.                 | Worth Dying For       | 3:20 |
| 10.                | Behind Closed Doors   | 3:15 |
| 11.                | Roadside              | 3:21 |
| 12.                | The Good Left Undone  | 3:01 |
| 13.                | Survive               | 3:40 |
| Totale duur: 42:37 |                       |      |

| Nr. | Titel                           | Duur |
| --- | ------------------------------- | ---- |
| 14. | Naamloos (Sick of It All cover) | 1:53 |

| Nr. | Titel                                | Duur |
| --- | ------------------------------------ | ---- |
| 14. | Built to Last (Sick of It All cover) | 1:53 |

| Nr. | Titel                | Duur |
| --- | -------------------- | ---- |
| 14. | But Tonight We Dance | 2:48 |

| Nr. | Titel                                         | Duur |
| --- | --------------------------------------------- | ---- |
| 14. | Boy's No Good (Lifetime cover)                | 1:18 |
| 15. | But Tonight We Dance                          | 2:48 |
| 16. | Like the Angel (Warped Tour 2006 version)     | 3:08 |
| 17. | State of the Union (Warped Tour 2006 version) | 2:40 |
| 18. | Dancing for Rain (Warped Tour 2006 version)   | 3:28 |
| 19. | Everchanging (Acoustic version)               | 4:21 |